# Calea wedelioides
Calea wedelioides là một loài thực vật có hoa trong họ Cúc. Loài này được (Baker) S.F.Blake mô tả khoa học đầu tiên năm 1918.